# Våbensted
Våbensted er en lille landsby på det østlige Lolland, beliggende i Våbensted Sogn med ca. 3 kilometer til Sakskøbing og 5 kilometer til Maribo. Den ligger i Guldborgsund Kommune og tilhører Region Sjælland.
I landsbyen finder man Våbensted Kirke.

## Olieeftersøgning 2013
I starten af januar 2013 påbegyndte et engelsk olieselskab eftersøgning af olie nær byen. Det er det danske selskab DK-Consult, som i et samarbejde med Nordsøfonden og to amerikanske selskaber forestår undersøgelserne. Det forventes at der inden juli 2013 vil foreligge et svar på, om der er fundet nok olie til en egentlig produktion.